# نوروود (ماساچوست)
نوروود، ماساچوست
نوروود(به انگلیسی: Norwood) شهرکی در شهرستان نورفولک ایالت ماساچوست می‌باشد که در سال ۱۸۷۲ بنیان‌گذاری شده‌است. این شهرک در سرشماری سال ۲۰۱۰ میلادی، ۲۸٬۶۰۲ نفر جمعیت داشته‌است.

## نگارخانه

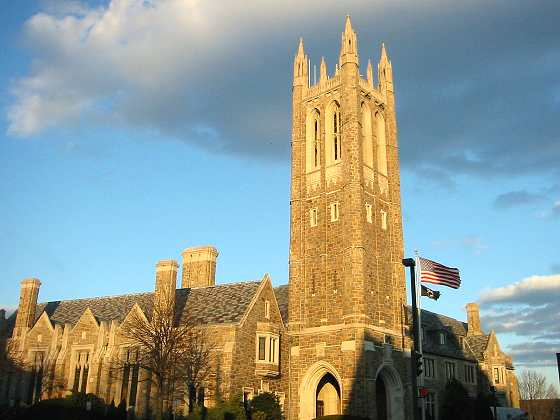